# Albrecht Konecny
Albrecht Karl Konecny (* 20. September 1942 in Wien; † 25. August 2017 ebenda) war ein österreichischer Politiker (SPÖ). Konecny war Abgeordneter zum Nationalrat, Abgeordneter zum Europäischen Parlament und von 1987 bis 2010 Mitglied des Bundesrates.

## Ausbildung und Beruf
Konecny besuchte von 1948 bis 1952 die Volksschule und danach ab 1952 das Gymnasium.
Nach der Matura 1960 studierte Konecny zwei Jahre lang Rechtswissenschaften und wurde Mitglied im Verband Sozialistischer Studenten Österreichs (VSStÖ). Er war 1962 bis 1966 Redakteur der Sozialistischen Korrespondenz und leistete zwischen 1967 und 1968 seinen Präsenzdienst ab. Zwischen 1966 und 1970 war Konecny Pressereferent des Klubs der Sozialistischen Abgeordneten. Er arbeitete anschließend im Institut für empirische Sozialforschung (IFES), dessen Generalsekretär er wurde.
Albrecht Konecny gab von 1979 bis 1986 die Neue Arbeiter Zeitung heraus, deren Geschäftsführer er in dieser Zeit auch war. Von 1986 bis ins Jahr 2000 war er Geschäftsführer der Zukunft-Verlagsgesellschaft, die mit ihm als Chefredakteur die Zukunft herausbrachte. Er wurde am Wiener Zentralfriedhof bestattet.

## Mitwirkung an den Protesten rund um die Borodajkewycz-Affäre
Im Zuge der Proteste um die Borodajkewycz-Affäre nahm Albrecht Konecny an den antifaschistischen Protesten teil. Im Verlauf dieser Proteste kam es zu dem ersten Todesopfer einer politischen Gewalttat in der zweiten Republik. Der rechtsextreme Student Günther Kümel erschlug den Kommunisten und KZ-Überlebenden Ernst Kirchweger. Konecny berichtete 2015 von einer angeblichen Falschaussage, die zur Verurteilung Kümels führte.

## Österreichischer Freidenkerbund
Während seiner Mitgliedschaft im Verband Sozialistischer Mittelschüler (VSM) stieß Albrecht Konecny zum Freidenkerbund Österreichs (FDBÖ). Dort kam es Anfang der 70er-Jahre zu einer Spaltung. Im dabei entstandenen „Institut für wissenschaftliche Weltanschauung“ war Konecny von 1971 bis 1975 als Vorsitzender und Mitarbeiter an der Zeitschrift „Geist und Gesellschaft“ sehr aktiv. In der jahrelangen gerichtlichen Auseinandersetzung zwischen den beiden Freidenkerorganisationen wurde Konecny von der SPÖ als Kurator eingesetzt. Im wieder vereinigten FDBÖ – Verein für wissenschaftliche Weltanschauung war Albrecht Konecny von 1976 bis 1978 Obmann und weitere zwei Jahre im Bundesvorstand aktiv.

## Politik
Konecny war zwischen dem 1. Juni 1983 und dem 16. Dezember 1986 Abgeordneter zum Nationalrat. Er war seit 29. Jänner 1987 Mitglied des Bundesrates und war zwischen dem 11. Juli 1995 und dem 11. November 1996 zudem Abgeordneter zum Europäischen Parlament. 1996 wurde Konecny Vorsitzender der Bundesratsfraktion der SPÖ, zuvor war er bereits Stellvertretender Klubvorsitzender der Sozialdemokratischen Parlamentsfraktion gewesen. Des Weiteren war Konecny zwischen 1990 und 1995 Ersatzmitglied der österreichischen Delegation zur Parlamentarischen Versammlung des Europarates und zwischen 2003 und 2005 Mitglied des Österreich-Konvents. Seit 2007 war Konecny auch Mitglied der österreichischen Delegation zur Parlamentarischen Versammlung des Europarates.
Albrecht Konecny war seit 1974 Mitglied des Bundesparteivorstandes der SPÖ. Er war zwischen 1974 und 1980 Vorsitzender der Bundesarbeitsgemeinschaft Junge Generation und hatte seit 1980 die Funktion des stellvertretenden Bezirksparteivorsitzenden der SPÖ Währing inne.
Mit 24. Oktober 2010 schied Konecny aus dem Bundesrat aus.

## Angriff auf Konecny 2012
Konecny nahm am 27. Jänner 2012, dem Internationalen Tag des Gedenkens an die Opfer des Holocaust, an einer von vielen Organisationen getragenen Protestkundgebung gegen den Wiener Korporationsball teil, der von farbentragenden und mehrheitlich schlagenden Hochschulkorporationen und der FPÖ veranstaltet wird. Im Rahmen dieser Demonstration kam es auch zu Ausschreitungen. Auf dem Heimweg wurde der 69-Jährige in der Innenstadt von einer mit einem Schlagring ausgerüsteten Person niedergeschlagen und schwer verletzt. Konecny sprach später von einem Rechtsradikalen: „er hatte eine Mütze mit Runenzeichen auf“. Strache bezweifelte in Folge mehrfach, dass Konecny von Rechtsextremen verprügelt worden sei. Vielmehr sei der 69-jährige Konecny „wohl von linken aus der BRD geholten Gewaltdemonstranten“ niedergeschlagen worden, die ihn „irrtümlich für einen Burschenschafter“ und Ballbesucher gehalten hätten. Noch einen Monat nach dem Ball vertrat der Wiener FPÖ-Landesparteisekretär Hans-Jörg Jenewein in einer Presseaussendung der FPÖ diese Auffassung. Er berief sich auf eine dementsprechende Aussage der Innenministerin Mikl-Leitner. Diese hatte im Bundesrat hingegen nur klargestellt, dass kein Ballbesucher festgenommen worden war. Der Täter ist nicht ermittelt worden.

## Auszeichnungen
- Goldenes Ehrenzeichen für Verdienste um das Land Wien 2003
- Großes Goldenes Ehrenzeichen für Verdienste um die Republik Österreich
- Großes Silbernes Ehrenzeichen mit dem Stern für Verdienste um die Republik Österreich[11]